# Sokoľany
Sokoľany és un poble i municipi d'Eslovàquia. Es troba a la regió de Košice, a l'est del país.

## Història
La primera referència escrita de la vila data del 1268.

## Demografia
| Godina             | 1994 | 2004    | 2014    | 2024   |
| ------------------ | ---- | ------- | ------- | ------ |
| Nombre de persones | 1009 | 1118    | 1309    | 1358   |
| Diferència         |      | +10,80% | +17,08% | +3,74% |

| Godina             | 2023 | 2024   |
| ------------------ | ---- | ------ |
| Nombre de persones | 1357 | 1358   |
| Diferència         |      | +0,07% |